# Edwin Solano
Edwin Solany Solano Martínez (La Ceiba, Atlántida, Honduras, 25 de enero de 1996) es un futbolista hondureño. Juega como extremo derecho y su equipo actual es el Olimpia de la Liga Nacional de Honduras.

## Trayectoria

### Angostura F. C.
Ante la escasez de oportunidades en el fútbol hondureño, Edwin Solano viajó a Venezuela, donde debutó con el Angostura Fútbol Club, en la segunda división de ese país, el 17 de julio de 2016, en la derrota 4-0 ante Lala Fútbol Club por la segunda fecha del Clausura 2016. Solano ingresó en la segunda mitad, sustituyendo a Anderson Cardozo.
El 23 de julio de ese mismo año, en un choque contra Diamantes de Guayana, por la cuarta fecha del Clausura 2016, marcó su primer gol con el equipo venezolano. Su tanto contribuyó al empate 1-1 en ese encuentro. Además de su gol ante el cuadro guayanés, le marcó a Mineros de Guayana y Margarita Fútbol Club. En total, acumuló tres goles en 12 partidos disputados con el torbellino.

### C. D. Marathón
Después de un periplo en la Liga de Ascenso con los equipos Gimnástico y Comayagua, se unió al Marathón el 3 de enero de 2018. Su debut con el equipo verdolaga se produjo el 11 de marzo de 2018, en un encuentro contra Olimpia, que terminó con una victoria por 3-1 bajo la dirección técnica del argentino Héctor Vargas. A pesar de haber disputado solo tres partidos en ese primer semestre, se consagró campeón del Clausura 2018 ante Motagua.
Sin embargo, fue durante el Clausura 2019 cuando empezó a ganarse la confianza del cuerpo técnico encabezado por Héctor Vargas, estableciéndose como titular indiscutible ese torneo, disputando 20 partidos y marcando  tres goles. Su primer tanto en la máxima categoría del fútbol hondureño llegó el 20 de enero de 2019, en un enfrentamiento frente a Platense que culminó con victoria a domicilio por 2-3.
En su paso por el Marathón, Solano participó en 134 partidos y marcó 25 goles entre años 2018 y 2022. En torneo internacionales, debutó en la Liga Concacaf 2019, enfrentando a Comunicaciones el 1 de agosto de ese año, en un partido que finalizó con derrota 2-1. A nivel internacional, jugó 13 partidos y convirtió dos goles.

### C. D. Olimpia
El 2 de enero de 2023, el Olimpia lo anunció como su refuerzo para los siguientes tres años.

## Selección nacional
El 28 de agosto de 2019, el entrenador Fabián Coito lo convocó por primera vez a la selección de fútbol de Honduras para disputar los partidos amistosos contra Puerto Rico y Chile el 5 y 10 de septiembre de ese año, respectivamente. Debutó en el duelo contra la escuadra puertorriqueña, a la que se goleó 4-0 en el Estadio Nacional de Tegucigalpa y también estuvo presente en el triunfo 2-1 sobre el conjunto chileno en el Estadio Olímpico Metropolitano de San Pedro Sula. Marcó su primer gol con la selección absoluta el 13 de julio de 2021 en la goleada 4-0 ante Granada por la Copa de Oro 2021. Fue citado a partidos de la eliminatoria para la Copa Mundial de 2022, tanto por Fabián Coito como por Hernán Darío Gómez.

### Participaciones en eliminatorias mundialistas
| Eliminatoria      | Sede     | Resultado | Partidos | Goles |
| ----------------- | -------- | --------- | -------- | ----- |
| Eliminatoria 2022 | Concacaf | Eliminado | 2        | 0     |

### Participaciones en Liga de Naciones
| Liga de Naciones         | Sede     | Resultado      | Partidos | Goles |
| ------------------------ | -------- | -------------- | -------- | ----- |
| Liga de Naciones 2019-20 | Concacaf | Tercer lugar   | 1        | 0     |
| Liga de Naciones 2022-23 | Concacaf | Fase de grupos | 4        | 0     |

### Participaciones en Copa de Oro
| Torneo           | Sede                    | Resultado        | Partidos | Goles |
| ---------------- | ----------------------- | ---------------- | -------- | ----- |
| Copa de Oro 2021 | Estados Unidos          | Cuartos de final | 1        | 1     |
| Copa de Oro 2023 | Estados Unidos · Canadá | Fase de grupos   | 1        | 0     |

## Estadísticas

### Clubes
Actualizado al último partido jugado el 10 de marzo de 2024.
| Club                        | Div.                | Temporada           | Liga  | Liga  | Copa Nacional | Copa Nacional | Copa Internacional | Copa Internacional | Total | Total |
| Club                        | Div.                | Temporada           | Part. | Goles | Part.         | Goles         | Part.              | Goles              | Part. | Goles |
| --------------------------- | ------------------- | ------------------- | ----- | ----- | ------------- | ------------- | ------------------ | ------------------ | ----- | ----- |
| Angostura F. C. · Venezuela | 2.ª                 | 2016                | 11    | 3     | 1             | 0             | -                  | -                  | 12    | 3     |
| Angostura F. C. · Venezuela | Total               | Total               | 11    | 3     | 1             | 0             | 0                  | 0                  | 12    | 3     |
| C. D. Marathón Honduras     | 1.ª                 | 2017-18             | 3     | 0     | -             | -             | -                  | -                  | 3     | 0     |
| C. D. Marathón Honduras     | 1.ª                 | 2018-19             | 27    | 3     | -             | -             | 2                  | 0                  | 29    | 3     |
| C. D. Marathón Honduras     | 1.ª                 | 2019-20             | 31    | 6     | -             | -             | 2                  | 1                  | 33    | 7     |
| C. D. Marathón Honduras     | 1.ª                 | 2020-21             | 31    | 7     | -             | -             | 5                  | 1                  | 36    | 8     |
| C. D. Marathón Honduras     | 1.ª                 | 2021-22             | 34    | 8     | -             | -             | 4                  | 0                  | 38    | 8     |
| C. D. Marathón Honduras     | 1.ª                 | 2022-23             | 8     | 1     | -             | -             | -                  | -                  | 8     | 1     |
| C. D. Marathón Honduras     | Total               | Total               | 134   | 25    | 0             | 0             | 13                 | 2                  | 147   | 27    |
| C. D. Olimpia Honduras      | 1.ª                 | 2022-23             | 16    | 1     | -             | -             | 1                  | 0                  | 17    | 1     |
| C. D. Olimpia Honduras      | 1.ª                 | 2023-24             | 29    | 6     | -             | -             | 4                  | 0                  | 33    | 6     |
| C. D. Olimpia Honduras      | Total               | Total               | 45    | 7     | 0             | 0             | 5                  | 0                  | 50    | 7     |
| Total en su carrera         | Total en su carrera | Total en su carrera | 190   | 35    | 1             | 0             | 18                 | 2                  | 209   | 37    |

Fuente(s): Soccerway - ESPN - Transfermarkt

### Selección nacional
| 1.  | 5 de septiembre de 2019  | Estadio Nacional, Tegucigalpa, Honduras                  | Honduras       | 4-0 | Puerto Rico |         | Amistoso                 |
| 2.  | 10 de septiembre de 2019 | Estadio Olímpico Metropolitano, San Pedro Sula, Honduras | Honduras       | 2-1 | Chile       |         | Amistoso                 |
| 3.  | 14 de noviembre de 2019  | Stade Municipal Pierre-Aliker, Fort-de-France, Martinica | Martinica      | 1-1 | Honduras    |         | Liga de Naciones 2019-20 |
| 4.  | 10 de octubre de 2020    | Estadio Carlos Miranda, Comayagua, Honduras              | Honduras       | 1-1 | Nicaragua   |         | Amistoso                 |
| 5.  | 13 de julio de 2021      | Shell Energy Stadium, Houston, Estados Unidos            | Honduras       | 4-0 | Granada     | Anotado | Copa de Oro 2021         |
| 6.  | 5 de septiembre de 2021  | Estadio Cuscatlán, San Salvador, El Salvador             | El Salvador    | 0-0 | Honduras    |         | Eliminatorias Catar 2022 |
| 7.  | 27 de marzo de 2022      | Estadio Olímpico Metropolitano, San Pedro Sula, Honduras | Honduras       | 0-1 | México      |         | Eliminatorias Catar 2022 |
| 8.  | 3 de junio de 2022       | Stadion Ergilio Hato, Willemstad, Curazao                | Curazao        | 0-1 | Honduras    |         | Liga de Naciones 2022-23 |
| 9.  | 6 de junio de 2022       | Estadio Olímpico Metropolitano, San Pedro Sula, Honduras | Honduras       | 1-2 | Curazao     |         | Liga de Naciones 2022-23 |
| 10. | 13 de junio de 2022      | Estadio Olímpico Metropolitano, San Pedro Sula, Honduras | Honduras       | 2-1 | Canadá      |         | Liga de Naciones 2022-23 |
| 11. | 23 de septiembre de 2022 | Hard Rock Stadium, Miami, Estados Unidos                 | Argentina      | 3-0 | Honduras    |         | Amistoso                 |
| 12. | 27 de septiembre de 2022 | Shell Energy Stadium, Houston, Estados Unidos            | Honduras       | 2-1 | Guatemala   | Anotado | Amistoso                 |
| 13. | 27 de octubre de 2022    | Marbella Football Center, Marbella, España               | Catar          | 1-0 | Honduras    |         | Amistoso                 |
| 14. | 30 de octubre de 2022    | Estadio Al-Nahyan, Abu Dhabi, Emiratos Árabes Unidos     | Arabia Saudita | 0-0 | Honduras    |         | Amistoso                 |
| 15. | 28 de marzo de 2023      | BMO Field, Toronto, Canadá                               | Canadá         | 4-1 | Honduras    |         | Liga de Naciones 2022-23 |
| 16. | 15 de junio de 2023      | Audi Field, Washington D. C., Estados Unidos             | Venezuela      | 1-0 | Honduras    |         | Amistoso                 |
| 17. | 29 de junio de 2023      | State Farm Stadium, Glendale, Estados Unidos             | Catar          | 1-1 | Honduras    |         | Copa de Oro 2023         |

## Palmarés

### Campeonatos nacionales
| Título                | Club           | País     | Año  |
| --------------------- | -------------- | -------- | ---- |
| Torneo Clausura       | C. D. Marathón | Honduras | 2018 |
| Supercopa de Honduras | C. D. Marathón | Honduras | 2019 |
| Torneo Clausura       | C. D. Olimpia  | Honduras | 2023 |
| Torneo Apertura       | C. D. Olimpia  | Honduras | 2023 |